# Oppenheim-Haus

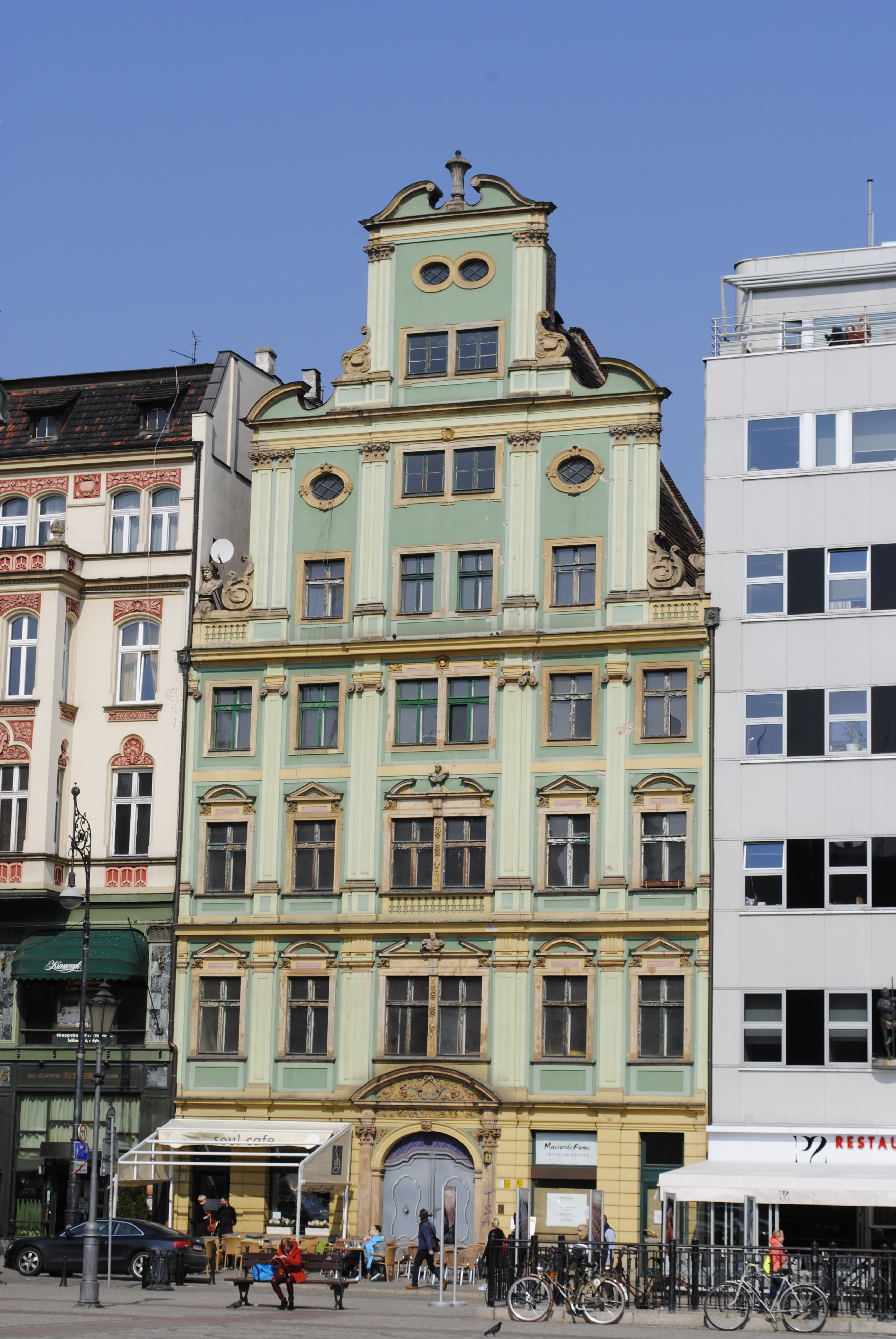
Oppenheim-Haus

Das Oppenheim-Haus ist ein unter Denkmalschutz stehendes Barockhaus in Breslau am Salzmarkt 4, das wahrscheinlich im 13. Jahrhundert errichtet und gegen Ende des 18. Jh. grundlegend umgebaut worden ist.
Das Bürgerhaus wurde 1810 von dem Bankier Heyman Oppenheim als Familien- und Geschäftssitz gekauft. Von 1890 bis 1940 war es durch die Stiftung der Baronin Julie von Cohn-Oppenheim, der Gattin von Ferdinand Oppenheim (Enkel von Heymann Oppenheim), der Sitz der Oppenheim Stiftung für Arme und Bedürftige der jüdischen Gemeinde in Breslau. Im Jahr 1940 wurde das Haus vom Nazi-Regime konfisziert. Vier jüdische Bewohner des Hauses wurden 1940/1941 aus Breslau deportiert und ermordet. Seit 1945 diente das Bürgerhaus als kommunales Wohnhaus der Stadt Wrocław. Seit 2013 ist es im Besitz der gemeinnützigen Oppenheim Haus gSE, OP ENHEIM.
Im Innern des Oppenheim-Hauses werden ab 2017 Ausstellungsräume, der Hauptsitz der Stiftung OP ENHEIM, ein multifunktioneller Konferenzraum mit Terrasse, eine Gastronomie, eine Künstlerresidenz und Büros Platz finden. Das Haus soll den Einwohnern von Breslau offenstehen und als Sitz von kulturellen und wissenschaftlichen Einrichtungen und Wirtschaftsinstitutionen dienen. Das Hauptaugenmerk wird auf kulturelle und künstlerische Projekte wie Ausstellungen gerichtet und gleichzeitig den polnisch-deutschen Dialog und internationalen Austausch fördern. Der Kunstsalon im ersten Geschoss wird von bekannten und angesehenen Kuratoren aus Berlin und Breslau betreut werden.
Das Projekt für die Modernisierung, den Umbau und die Erweiterung des historischen Mietshauses wurde von dem Architekturbüro Major Architekci durchgeführt und erfolgt in enger Zusammenarbeit mit deutschen und polnischen Restauratoren sowie Denkmalschutz-Organisationen.
Anfang Sommer 2016 haben die Renovierungs- und Restaurierungsarbeiten am Barockhaus begonnen und werden voraussichtlich bis Winter 2017/2018 dauern.